# Chengtou, Jiangsu
Chengtou (kinesiska: 城头, 城头乡) är en socken i Kina. Den ligger i provinsen Jiangsu, i den östra delen av landet, omkring 150 kilometer norr om provinshuvudstaden Nanjing. Antalet invånare är 16558. Befolkningen består av 8 179 kvinnor och 8 379 män. Barn under 15 år utgör 17,0 %, vuxna 15-64 år 71 %, och äldre över 65 år 10,0 %.
Genomsnittlig årsnederbörd är 1 206 millimeter. Den regnigaste månaden är juli, med i genomsnitt 229 mm nederbörd, och den torraste är januari, med 25 mm nederbörd.